# Ernst Göransson (1865–1955)

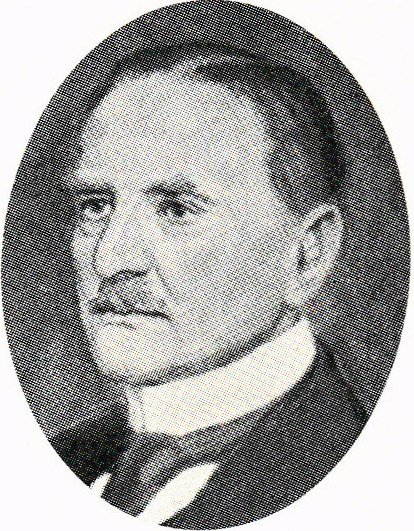
Ernst Göransson

Ernst Nils Göran Fredrik Göransson, född 2 november 1865 i Tullstorps församling, Malmöhus län, död 31 maj 1955 i Stockholm, var en svensk psykiater. Han var far till Tord Göransson.
Göransson blev medicine kandidat vid Lunds universitet 1890 och medicine licentiat 1894. Han var underläkare och tillförordnad asylläkare vid Lunds asyl 1894–1896, biträdande läkare vid Kristinehamns hospital 1896–1899 och vid Uppsala hospital 1899–1904, tillförordnad överläkare vid Uppsala hospital och extra ordinarie professor i psykiatri vid Uppsala universitet 1902–1904, extra provinsialläkare i Malungs distrikt, Kopparbergs län, 1905, tillförordnad asylläkare vid Lunds asyl 1905–1908, hospitalsläkare vid Lunds hospital 1908–1911, tillförordnad överläkare vid Nyköpings hospital 1908–1909 och vid Säters hospital 1910–1915, överläkare vid Härnösands hospital 1911 och vid Göteborgs hospital 1915–1930 (som efterträdare till Kristian Wickström). Han var överinspektör för sinnessjukvården i riket 1924–1932 och inspektör för Solna sjukhem 1934. Ernst Göransson är begravd på Sankt Johannes kyrkogård i Stockholm.